# Annonce sonore
Une annonce sonore est un message audio destiné à donner une information. Elle se caractérise par son volume, sa durée, la ou les langues utilisées, sa saillance sonore, etc. Les annonces peuvent contribuer largement à l'ambiance sonore du lieu où elles sont diffusées.

## Contextes d'utilisation
- Transport (prochains départs et arrivées, information conjoncturelle, annonces de service)
- Environnements complexes

## Transport
Les annonces sont l'un des principaux canaux d'information dans un contexte de transport.
En France, celles de la SNCF comme celles de la RATP sont largement normalisées, dans des systèmes différents.
Au Japon, les annonces sonores sont accompagnées de nombreux jingles, qui sont également disponibles à la vente sous forme de CD.
Les annonces peuvent être gérées par un SAEIV, directement par des agents, ou dans d'autres systèmes.